# Lü Dongbin

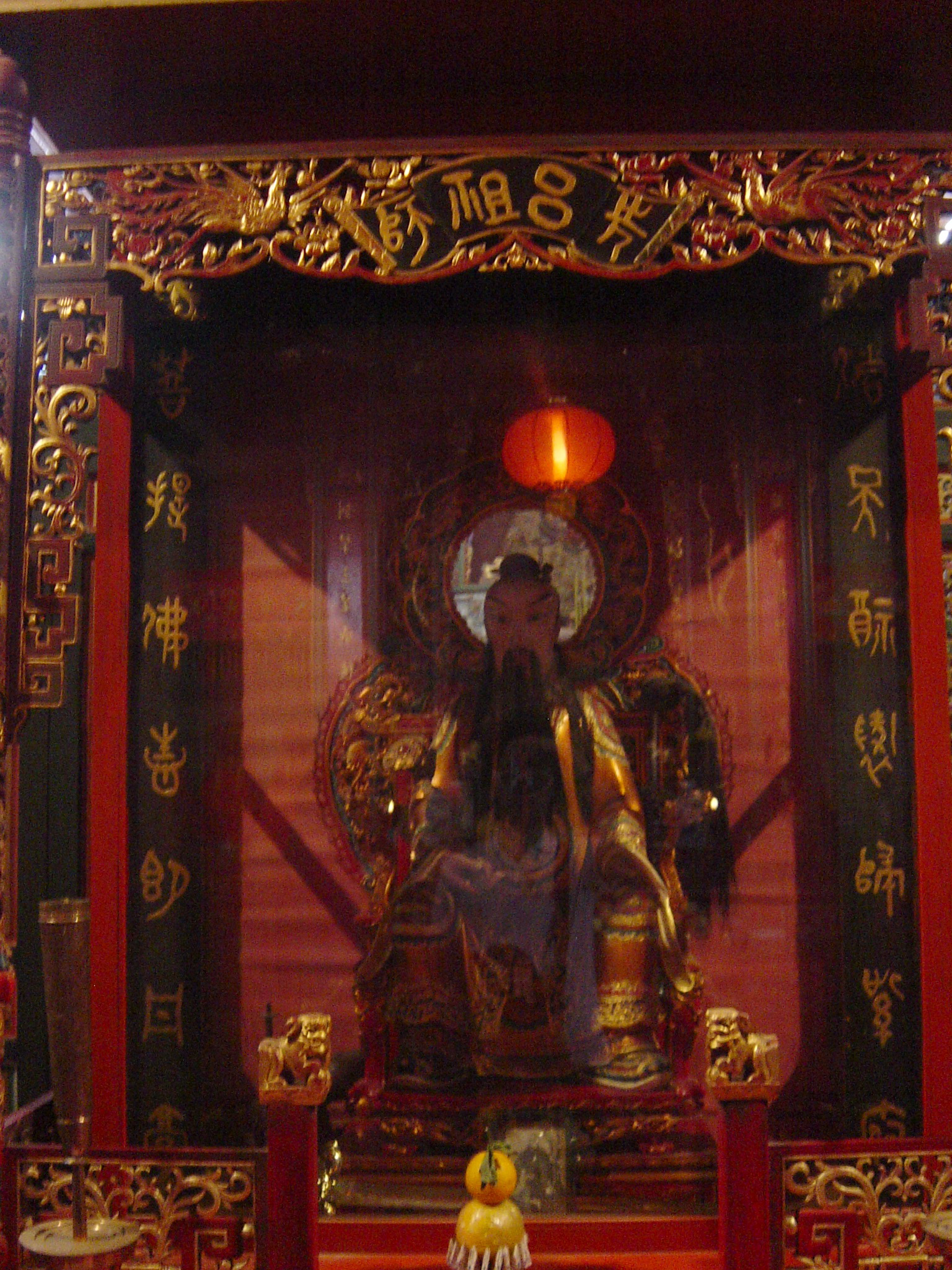
Lü Dongbin in einem Tempel in Hongkong

Lü Dongbin (chinesisch 呂洞賓 / 吕洞宾, Pinyin Lǚ Dòngbīn, auch Lü Yan 呂岩,  Lǚ Yán, Lü Chunyang 呂純陽,  Lǚchúnyáng oder Lü Zu 呂祖,  Lǚzǔ) ist ein berühmter daoistischer Unsterblicher der chinesischen Mythologie. Er gehört zur Gruppe der Acht Unsterblichen und war wahrscheinlich eine historische Persönlichkeit, über die vielfältige Mythen und Legenden überliefert wurden.
Der Legende nach soll Lü Dongbin beispielsweise einst den Berg Lü bestiegen haben und dort einem Drachen begegnet sein, der ihm ein magisches Schwert schenkte, mit dessen Hilfe er in den Himmel gelangen konnte.
Die Geschichte von Lü Dongbins Einweihung und Prüfungen auf dem spirituellen Weg ist eine der berühmtesten daoistischen Erzählungen.
Der Daoismus betrachtet Lü Dongbin als Vorläufer der Schule der Vollkommenen Wirklichkeit (Quanzhen) und viele daoistischen Werke sind von ihm inspiriert. Er soll während der Tang-Dynastie oder der frühen Song-Dynastie gelebt haben und gilt als eine der bedeutendsten Figuren sowohl des volkstümlichen als auch des esoterischen Daoismus. Während der nördlichen Song-Dynastie wurden ihm und seinem Lehrer Zhongli Quan viele Schriften des Neidan zugeschrieben. Ab der südlichen Song-Dynastie soll er Schriften zu unterschiedlichsten Themen verfasst haben. Das angebliche Werk Lü Dongbins zeichnet sich dadurch aus, dass es Konfuzianismus, Buddhismus und klassischen, religiösen und alchemistischen Daoismus verbindet.
Durch literarische Quellen des späten 12. Jahrhunderts wurde nachgewiesen, dass Lü Dongbin als Wundertätiger eine religiöse Kultfigur war, die besonders von unterprivilegierten Schichten verehrt wurde. Dies führte dazu, dass Lü Dongbin häufig angeführt wurde, um soziale Kritik zu üben. So wurde sein Name beispielsweise in Gedichten an Tempelwänden genannt, um Korruption und Ungerechtigkeit zu kritisieren. Lü Dongbins Name wurde nicht nur von Daoisten, sondern auch von verfolgten Buddhisten unter Song Huizong in dieser Art benutzt. Gleichfalls bezogen sich auch subversive Gruppen auf ihn.
Der daoistische Ritus und die Verehrung des Lü Dongbin ist bis heute aktiv.